# Феськи
Феськи́ — село в Золочівській громаді Богодухівського району Харківської області України. Населення становить 1633 осіб.

## Географія
Село Феськи знаходиться на лівому березі Рогозянського водосховища, вище за течією примикає до селища Малі Феськи і село Маяк, нижче за течією на відстані 2 км розташовані села Чепелі і Головашівка. Біля села знаходиться гребля Рогозянського водосховища. Через село проходить залізниця, станція Феськи.

## Історія[1]
У XIX сторіччя на місці села був невеличкий хутір Жеретії з 19 будинками. За свідченнями хутір був заснований у XVIII столітті. Стимулом до заселення хутора було вигідне розташування посередині між Харковом і Золочевим. Також поряд знаходилася річка і ліс.
На початку ХХ сторіччя почалося будівництво залізниці Харків-Суджа-Брянськ.Залізниця пройшла через хутір, що ще більше спонукало його до розвитку.
На початку ХХ сторіччя майже всі мешканці села були родичами. Переважали такі прізвища: Степаненко, Жеретії, Зіньківські і Коробки.
До 1924 року сільська рада була розташована у селі Замірці. У 1924 році в селі була утворена сільська рада. Її головою став Степаненко Василь Свиридович. Сільська рада на той час розміщалася у будинку самого голови, бо громадських будівель на той час у селі не було. З 1927 року сільським головою став Коробка Тихін Іванович.
В цей час до села почали переселятися окремі сім'ї з села Польова Серед них були сім'ї Онищенко, Лещенко, Удянські.
Село постраждало внаслідок геноциду українського народу, вчиненого урядом СРСР у 1932—1933 роках, кількість встановлених жертв — 39 людей.
Перед війною головою сільради був Ведута Кирило Павлович.
20 жовтня 1941 року село було окуповано нацистськими військами. 9 серпня 1943 року війська 18 танкового корпусу під командуванням генерал-майора О. Б. Єгорова прорвали оборону нацистів. Війська під командуванням підполковника Сергія Хорошкова ввійшли до села Феськи. Його іменем названа одна з вулиць села. З боку Черовної армії при звільненні села загинуло 84 солдата, в тому числі і підполковник Хорошков. Вони були поховані в селі у братській могилі, де згодом збудований пам'ятник.
Після війни з'явилися нові вулиці Польова Торгова, Зелена, Трудова, Заводська. Головою сільради став Каверін Трохим Іванович. В селі було збудоване прміщення сільської ради, відкрилася аптека і магазин. В 1956 році будується Феськівська семирічна школа.
З 1970 по 1990 роки були побудовані 16-квартирні будинки, дитячий садок, два 64-квартирні будинки. В 1972 рок була збудована нова школа. З 1972 по 1991 рік директором школи був Лялюк Михайло Ілліч, з 1991 по 2006 рік — Рябовол Ніна Петрівна.
З 1972 року головами сільради були Гур'єв Микола Олександрович, Головко Микола Олександрович, Корнєєв Юрій Васильович.
З 2002 року почалася газифікація села. Газифікована вже вся територія сільської ради. У 2006 року головою сільради обрана Глух Людмила Григорівна. 2010 року голова сільради була переобрана.
12 червня 2020 року, розпорядженням Кабінету Міністрів України № 725-р «Про визначення адміністративних центрів та затвердження територій територіальних громад Харківської області», увійшло до складу Золочівської селищної громади.
19 липня 2020 року, в результаті адміністративно-територіальної реформи та ліквідації Золочівського району, село увійшло до складу Богодухівського району.

### Історія назви села
- Жеретії. За переказами у XVIII столітті в пошуках кращого життя з села Дергачі до місця, де зараз розташовані Феськи переселилися дві сім'ї: Степаненки та Жеретії. На честь однієї з сімей назвали і хутір.
- Феськи. Одного з нащадків іншої сім'ї Степаненків кликали Феськом. Це був дуже бідовий і войовничий дід. На честь його у 1922 році неофіційно село почали називати Феськами. А згодом, у 1924 році село було перейменоване офіційно.

## Економіка села
В 1929 році було створено два колгоспи: Колгосп імені Шевченка, головою якого був Онищенко Василь Якович та колгосп імені Ілліча, головою якого був Шевченко Михайло Гнатович. Землі колгоспу імені Шевченка пролягли зліва від залізниці на схід до села Польова, а землі колгоспу ім. Ілліча — справа від залізниці, на схід до с. Мала Рогозянка. Пізніше в селі Мала Рогозянка був створений колгосп «Перемога».
В 1929 році біля ст. Рогозянка був утворений радгосп «Пролетар Харківщини», директором якого був Сирота Володимир Миколайович. В період з 1932 по 1939 роки радгосп перебудовується на кілька відділень.
В 1932 році колгоспи ім. Шевченка і Ілліча були об'єднані і утворився один колгосп ім. Ілліча. Головою став Смілий Михайло Никифорович. До 1940 року колгосп був одним з найкращих в районі, став «колгспом-мільйонером». В колгоспі було 2 автомашини, 800 голів великої рогатої худоби, 50 га саду, виноградники, полуничники, 20 га лози. Зернових збирали по 28-33 ц з 1 га, овочів по 270—300 ц, картоплі до 200 ц, молока від кожної корови доїли по 3100-3200 л.
В 1939 році колгосп експонував своїх корів на Всесоюзній виставці народного господарства в Москві.
16 квітня 1957 року відбулося об'єднання колгоспу ім. Ільїча і радгоспу «Пролетар Харківщини» в єдине господарство Радгосп «Пролетар Харківщини». Директором Радгоспу став Гребенюк Артем Кузьмович. В радгоспі стало 5 079 га земельних угідь, з них орних земель 3 594 га, сінокосів 2 600 га, пасовищ 437 га, 12 ставків.
З 1959 року директором радгоспу став Савченко Михайло Павлович.
З 1970 по 1990 роки були побудовані тваринницький та тепличний комплекси, збудовані 2 магазини.
Після 1991 року зник радгосп, були утворені приватні господарства та агрофірми. Серед них сільськогосподарське підприємство "АФ «Слобожанська» та СТОВ «Пролетар Харківщини». Частина населення працює в сільськогосподарських підприємствах, частина — в бюджетних організаціях села — школі, дитячому садку, лікарні, сільській Раді. В селі відкрито 13 торгових точок: кіоски, магазини та кафе. Але більшість населення працює у Харкові.
В селі відсутні промислові і аграрні підприємства. Місцеве населення має змогу працювати у державних організаціях (школа, дитячий садок, бібліотека, лікарня, бібліотека, сільрада) та торговельних організаціях (кафе, крамниці, кіоски).

## Відомі мешканці села
- Яровий Федір Карпович (28 лютого 1922 — 20 червня 1992) — Герой Радянського Союзу — за форсування річки Одра.
- Вовчанчин Ігор Ярославович (нар. 8 червня 1973) — український спортсмен, професійний кікбоксер і спеціаліст зі змішаних бойових мистецтв.

## Населення Фесьок
В 1937 році в с. Феськи населення було — 1095 чоловік, з них старші 18 років — 355 чоловік.
На кінець 2006 року в селі налічується 1 348 дворів та 3 196 жителів. У 1972 року в школі було 540 учнів, на початок 2007 навчального року було лише 260 учнів.

## Урбаноніми
| Назва урбаноніма       | Короткі відомості про урбанонім | Координати (початок-кінець) | Зображення |
| ---------------------- | --- | --------------------------- | ---------- |
| вулиця 60-річчя СРСР   | |                             |            |
| вулиця Берестки        | Покриття: Ґрунт. На вулиці розташовані офіційні установи сільської ради: приміщення сільської ради, відділення Укрпошти, сільська бібліотека. |                             |            |
| вулиця Вокзальна       | |                             |            |
| вулиця Дачна           | |                             |            |
| вулиця Дергачівська    | |                             |            |
| вулиця Зарічанська     | |                             |            |
| вулиця Зелена          | |                             |            |
| вулиця Лугова          | |                             |            |
| вулиця Молодіжна       | |                             |            |
| вулиця Піонерська      | |                             |            |
| вулиця Польова         | |                             |            |
| вулиця Пролетарська    | Покриття: Ґрунт |                             |            |
| вулиця Річна           | |                             |            |
| вулиця Садова          | |                             |            |
| вулиця Семафорна       | |                             |            |
| вулиця Сумська         | Покриття: Асфальт |                             |            |
| вулиця Торгова         | |                             |            |
| вулиця Трудова         | Покриття: Ґрунт |                             |            |
| вулиця Харківська      | Покриття: Асфальт |                             |            |
| вулиця Хорошкова       | |                             |            |
| вулиця Шевченка        | |                             |            |
| вулиця Шоферська       | |                             |            |
| провулок Механізаторів | |                             |            |

## Культура і освіта

### Освіта
- Феськівська середня школа розташована у сусідньому селі Пролетар. У школі є футбольне поле, музей.
- Феськівський дитячий садок

### Культура
- У селі розташована братська могила з пам'ятником.

## Галерея

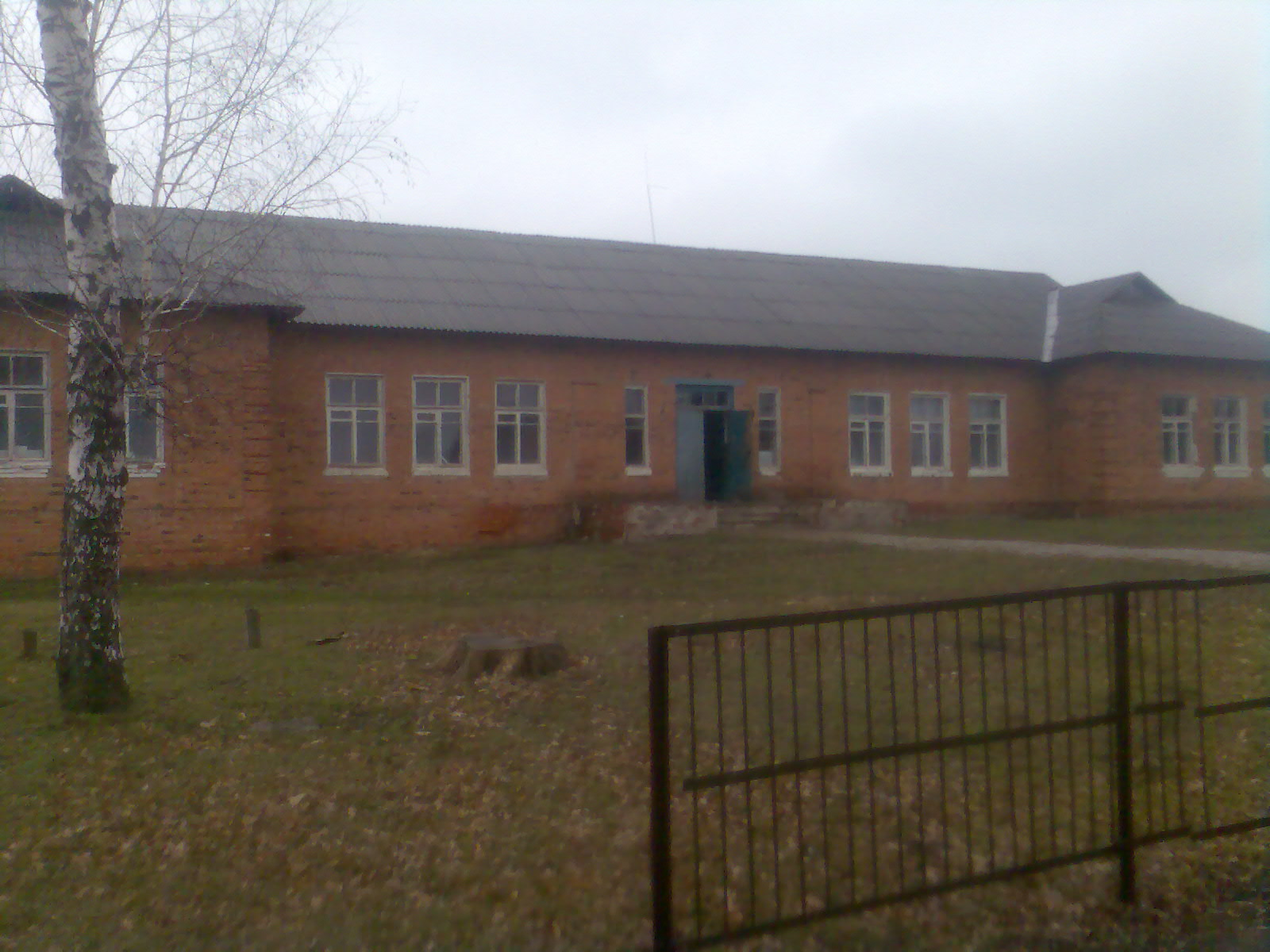
Сільська бібліотека
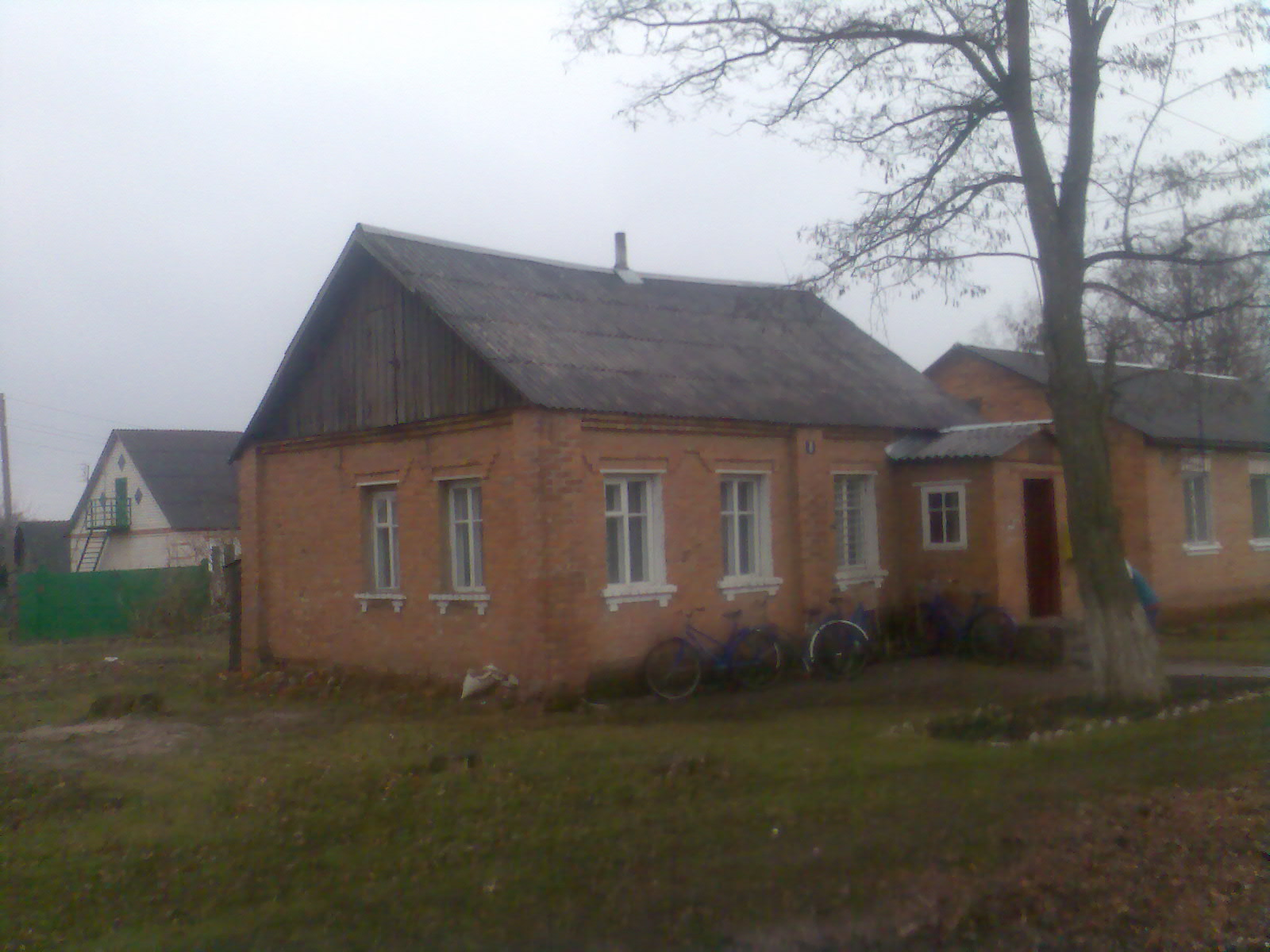
Поштове відділення
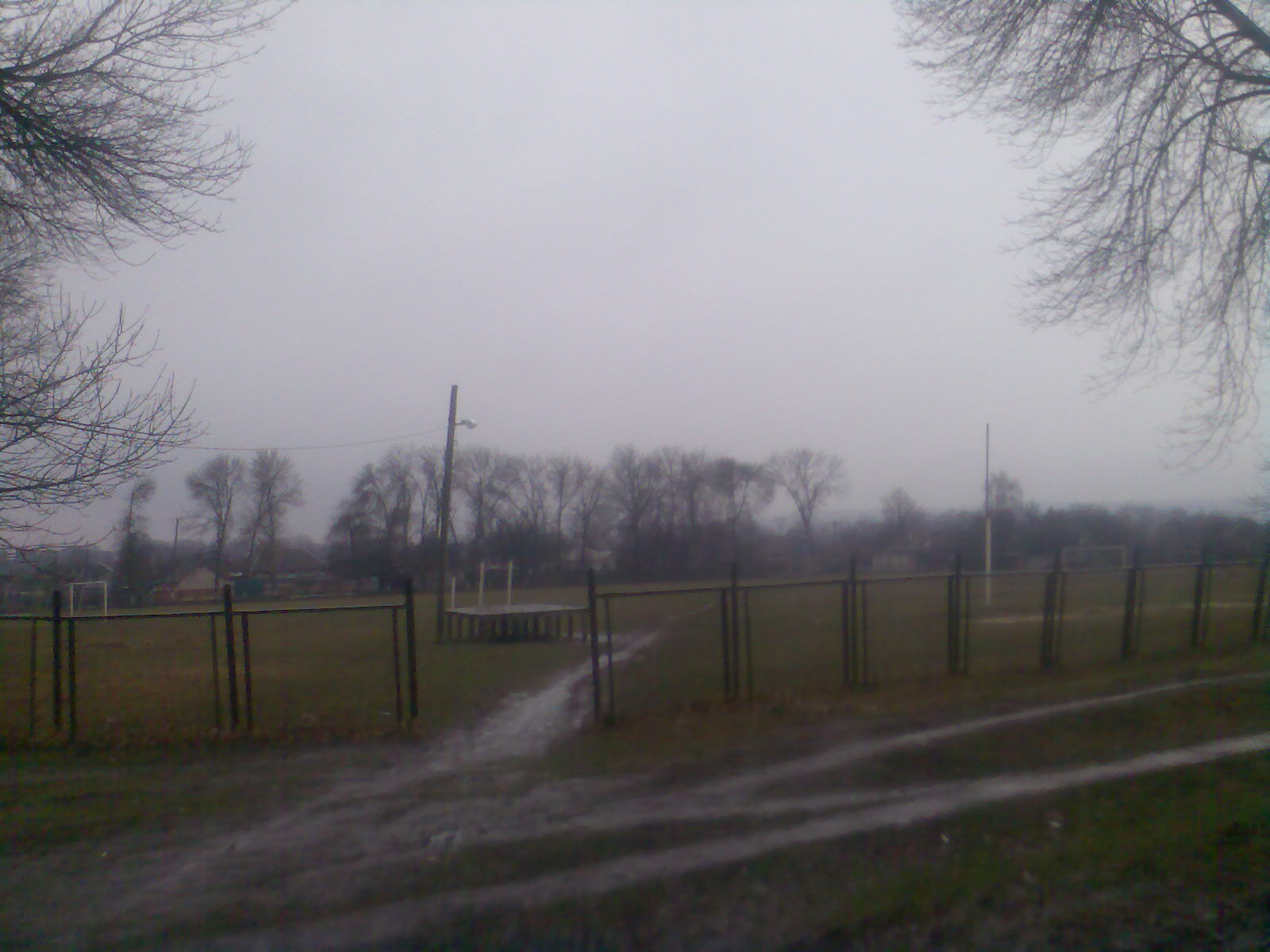
Футбольне поле

## Також
- Перелік населених пунктів, що постраждали від Голодомору 1932—1933 (Харківська область)